# لیزناریک، شهرستان فرمانا
لیزناریک (به انگلیسی: Lisnarick) یک روستا در بریتانیا است. لیزناریک ۲۵۰ نفر جمعیت دارد.